# Unione Polisportiva Comunale Graphistudio Tavagnacco 2004-2005
Questa voce raccoglie le informazioni riguardanti l'Unione Polisportiva Comunale Graphistudio Tavagnacco nelle competizioni ufficiali della stagione 2004-2005.

## Stagione
Per la stagione 2004-2005 il presidente Enzo Picheo affida la panchina a Ruggero Di Giusto, già secondo di Nello Marano che portò il Tavagnacco dalla Serie B alla Serie A in tre stagioni, tecnico che predilige lo schema 3-5-2 prevedendo l'utilizzo di due punte mobili.Di Giusto è al centro di una vicenda che lo vede dare le dimissioni in gennaio, causa un affiancamento non annunciato e non gradito, per essere subito reintegrato della società.
In campionato la squadra fatica a uscire dalla parte bassa della classifica, tuttavia una inconsistente A.D. Decimum Lazio e la Vallassinese, che nel suo secondo anno in Serie A ottiene una prestazione più modesta della stagione precedente, favoriscono l'obiettivo salvezza che arriva matematicamente alla 20ª giornata con il 3-2 casalingo inferto alla Reggiana rivelazione del torneo e con la contemporanea sconfitta della Vallassinese Holcim, 2-3 in casa del Torino.

## Divise e sponsor
Per la stagione 2004-2005 la società acquisisce un nuovo sponsor principale, con Graphistudio che rileva l'impegno precedentemente assunto da Letti Cosatto.

## Rosa
| N. |                   | Ruolo | Calciatrice        |
| -- | ----------------- | ----- | ------------------ |
|    | Italia (bandiera) | P     | Eleonora Buiatti   |
|    | Italia (bandiera) | P     | Cristina Magnani   |
|    | Italia (bandiera) | P     | Stefanotti         |
|    | Italia (bandiera) | D     | Pamela Domini      |
|    | Italia (bandiera) | D     | Stefania Donà      |
|    | Italia (bandiera) | D     | Michela Martinelli |
|    | Italia (bandiera) | D     | Laura Minisini     |
|    | Italia (bandiera) | D     | Sara Piva          |
|    | Italia (bandiera) | D     | Giorgia Simonato   |
|    | Italia (bandiera) | C     | Debora Bucovaz     |

| N. |                   | Ruolo | Calciatrice         |
| -- | ----------------- | ----- | ------------------- |
|    | Italia (bandiera) | C     | Tiziana Delli Zotti |
|    | Italia (bandiera) | C     | Sara Di Filippo     |
|    | Italia (bandiera) | C     | Diasnia Simeoni     |
|    | Italia (bandiera) | C     | Elena Stabile       |
|    | Italia (bandiera) | C     | Laura Tommasella    |
|    | Italia (bandiera) | A     | Paola Bologna       |
|    | Italia (bandiera) | A     | Fortuna Illiano     |
|    | Angola (bandiera) | A     | Maria Ana José      |
|    | Italia (bandiera) | A     | Ilaria Mauro        |
|    | Italia (bandiera) | A     | Silvia Tagliacarne  |

## Calciomercato

### Sessione estiva
| Acquisti | Acquisti           | Acquisti        | Acquisti   |
| R.       | Nome               | da              | Modalità   |
| -------- | ------------------ | --------------- | ---------- |
| P        | Cristina Magnani   | Graph. Campagna | svincolata |
| A        | Silvia Tagliacarne | Foroni Verona   | svincolata |

| Cessioni | Cessioni | Cessioni | Cessioni |
| R.       | Nome     | a        | Modalità |
| -------- | -------- | -------- | -------- |
|          |          |          |          |

## Risultati

### Serie A

#### Girone di andata
| Arbitro: | Berger |

|                      |           | |
| Piva 45’ Bologna 90’ | Marcatori | 10’, 80’ Mad. Gozzi 15’ (rig.) Colasuonno 20’, 75’ Parejo 30’ (aut.) Bologna 47’ Marchio 51’ D. Deiana |

| Arbitro: | Musso |

|             |           |                                           |
| Marsico 90’ | Marcatori | 30’ Bucovaz 35’, 65’ Tagliacarne 80’ Josè |

| Arbitro: | Gava (Conegliano) |

|  |           |             |
|  | Marcatori | 23’ Balconi |

| Arbitro: | Penno (Torino) |

|                     |           |  |
| Simonato 39’ (aut.) | Marcatori |  |

| Calmasino, Bardolino 11 dicembre 2004, ore 14:30 CET 5ª giornata | Bardolino Verona | 0 – 0 referto | Graphistudio Tavagnacco | Stadio comunale Belvedere\| Arbitro: \| Ronchi (Milano) \| |
| Arbitro:                                                         | Ronchi (Milano)  |               |                         |                                                            |

| Arbitro: | Gasparini (Vicenza) |

|  |           |                               |
|  | Marcatori | 26’ Guarino 63’, 80’ Pedersen |

| Arbitro: | Romani (Modena) |

|                        |           |  |
| Zambetta 89’ Ulivi 90’ | Marcatori |  |

| Arbitro: | Barbiero (Vicenza) |

|                                                |           |  |
| Tagliacarne 64’ (rig.) Di Filippo 90+3’ (rig.) | Marcatori |  |

| Reggio Emilia 22 gennaio 2005, ore 14:30 CET 9ª giornata | Reggiana         | 0 – 0 referto | Graphistudio Tavagnacco | (ca. 150 spett.)\| Arbitro: \| Belloni (Milano) \| |
| Arbitro:                                                 | Belloni (Milano) |               |                         |                                                    |

| Arbitro: | Lazzaretto (Schio) |

|                                                |           |                          |
| Bologna 11’ Stabile 35’ Tagliacarne 68’ (rig.) | Marcatori | 4’, 28’ Panico 45’ Zorri |

| Arbitro: | Bartolini (Forlì) |

|             |           |                |
| Manieri 70’ | Marcatori | 40’ Di Filippo |

#### Girone di ritorno
| Arbitro: | Spinelli |

|                                                  |           |  |
| Parejo 19’, 24’, 73’ Colasuonno 59’ Fusciani 84’ | Marcatori |  |

| Arbitro: | Manera |

|                                                   |           |                    |
| Righetti 9’ (aut.) Tagliacarne 30’, 33’, 64’, 77’ | Marcatori | 69’ (rig.) Di Bari |

| Arbitro: | De Faveri (San Donà di Piave) |

|  |           |                 |
|  | Marcatori | 68’ Tagliacarne |

| Arbitro: | Armellin (Treviso) |

|                                  |           |                    |
| Bologna 41’ Tagliacarne 46’, 82’ | Marcatori | 30’, 45+1’ Illiano |

| Arbitro: | Bagnariol (Pordenone) |

|               |           |                                                         |
| Bologna 90+2’ | Marcatori | 12’, 76’ Gabbiadini 16’, 64’ Boni 40’, 69’, 83’ Brumana |

| Arbitro: | De Gasperi (Aprilia) |

|                                                                         |           |                                      |
| Pintus 9’ Domenichetti 37’ Tona 48’ Conti 53’, 82’ Carrus 54’ Masia 62’ | Marcatori | 30’ (rig.) Tagliacarne 45+1’ Bucovaz |

| Arbitro: | Zambon (Treviso) |

|  |           |           |
|  | Marcatori | 60’ Croce |

| Arbitro: | Perrotta (Tivoli) |

|                           |           |                |
| Ciardelli 42’ Fuselli 69’ | Marcatori | 10’ Di Filippo |

| Arbitro: | De Faveri (San Donà di Piave) |

|                                     |           |                       |
| José 17’ Di Filippo 41’ Bucovaz 83’ | Marcatori | 11’ Lisi 90’ Barbieri |

| Arbitro: | Spina |

|                                         |           |  |
| Zorri 10’ Margiotta 49’ Panico 52’, 80’ | Marcatori |  |

| Arbitro: | Giacomelli (Trieste) |

|                       |           |              |
| Simonato 38’ Piva 76’ | Marcatori | 14’ Dulbecco |

### Coppa Italia

#### Primo turno
Girone 12
| Arbitro: | Larcarelli (Trieste) |

|                                           |           |  |
| Franceschinis 41’ Trotter 80’ Marinig 84’ | Marcatori |  |

| Colugna 18 settembre 2004, ore 15:00 CEST 2ª giornata | Graphistudio Tavagnacco | 4 – 1 | Chiasiellis | Campo sp. comunale |

| 25 settembre 2004, ore 20:00 CEST            | Pol. San Marco | 1 – 2 referto | Graphistudio Tavagnacco |  |
| \| \| \| \| \| \| Marcatori \| Mauro Piva \| |                |               |                         |  |
|                                              |                |               |                         |  |
|                                              | Marcatori      | Mauro Piva    |                         |  |

#### Secondo turno
| Pasiano di Pordenone 2 ottobre 2004, ore 20:30 CEST Andata | Libertas Pasiano | 1 – 1 | Graphistudio Tavagnacco | Campo sp. comunale |

| 7 novembre 2004 Ritorno | Graphistudio Tavagnacco | 3 – 1 | Libertas Pasiano |  |

#### Ottavi di finale
| Tavagnacco 20 novembre 2004 Andata | Graphistudio Tavagnacco | 1 – 1 | ACF Milan | Stadio comunale |

| 8 dicembre 2004 Ritorno | ACF Milan | 3 – 0 | Graphistudio Tavagnacco |  |

## Statistiche

### Statistiche di squadra
| Competizione | Punti | In casa | In casa | In casa | In casa | In casa | In casa | In trasferta | In trasferta | In trasferta | In trasferta | In trasferta | In trasferta | Totale | Totale | Totale | Totale | Totale | Totale | DR  |
| Competizione | Punti | G       | V       | N       | P       | Gf      | Gs      | G            | V            | N            | P            | Gf           | Gs           | G      | V      | N      | P      | Gf     | Gs     | DR  |
| ------------ | ----- | ------- | ------- | ------- | ------- | ------- | ------- | ------------ | ------------ | ------------ | ------------ | ------------ | ------------ | ------ | ------ | ------ | ------ | ------ | ------ | --- |
| Serie A      | 25    | 11      | 5       | 1       | 5       | 21      | 29      | 11           | 2            | 3            | 6            | 9            | 23           | 22     | 7      | 4      | 11     | 30     | 52     | -22 |
| Coppa Italia | -     | 3       | 2       | 1       | 0       | 8       | 3       | 4            | 1            | 1            | 2            | 3            | 8            | 7      | 3      | 2      | 2      | 11     | 11     | 0   |
| Totale       | -     | 14      | 7       | 2       | 5       | 29      | 32      | 15           | 3            | 4            | 8            | 12           | 31           | 29     | 10     | 6      | 13     | 41     | 63     | -22 |

### Andamento in campionato
| Giornata  | 1 | 2 | 3 | 4 | 5 | 6 | 7 | 8 | 9 | 10 | 11 | 12 | 13 | 14 | 15 | 16 | 17 | 18 | 19 | 20 | 21 | 22 |
| --------- | - | - | - | - | - | - | - | - | - | -- | -- | -- | -- | -- | -- | -- | -- | -- | -- | -- | -- | -- |
| Luogo     | C | T | C | T | T | C | T | C | T | C  | T  | T  | C  | T  | C  | C  | T  | C  | T  | C  | T  | C  |
| Risultato | P | V | P | P | N | P | P | V | N | N  | N  | P  | V  | V  | V  | P  | P  | P  | P  | V  | P  | V  |
| Posizione | 8 | 6 |   |   |   |   |   |   |   | 9  | 9  |    |    |    |    | 10 | 10 | 10 | 10 | 10 | 10 | 10 |

Legenda:

Luogo: C = Casa; T = Trasferta. Risultato: V = Vittoria; N = Pareggio; P = Sconfitta.

### Statistiche delle giocatrici
| Giocatore      | Serie A  | Serie A | Serie A     | Serie A    | Coppa Italia | Coppa Italia | Coppa Italia | Coppa Italia | Totale   | Totale | Totale      | Totale     |
| Giocatore      | Presenze | Reti    | Ammonizioni | Espulsioni | Presenze     | Reti         | Ammonizioni  | Espulsioni   | Presenze | Reti   | Ammonizioni | Espulsioni |
| -------------- | -------- | ------- | ----------- | ---------- | ------------ | ------------ | ------------ | ------------ | -------- | ------ | ----------- | ---------- |
| P. Bologna     | ?        | 4       | ?           | ?          | ?            | ?            | ?            | ?            | ?        | 4+     | ?           | ?          |
| D. Bucovaz     | ?        | 3       | ?           | ?          | ?            | ?            | ?            | ?            | ?        | 3+     | ?           | ?          |
| E. Buiatti     | ?        | -?      | ?           | ?          | ?            | ?            | ?            | ?            | ?        | 0+     | ?           | ?          |
| T. Delli Zotti | ?        | ?       | ?           | ?          | ?            | ?            | ?            | ?            | ?        | ?      | ?           | ?          |
| S. Di Filippo  | ?        | 4       | ?           | ?          | ?            | ?            | ?            | ?            | ?        | 4+     | ?           | ?          |
| P. Domini      | ?        | ?       | ?           | ?          | ?            | ?            | ?            | ?            | ?        | ?      | ?           | ?          |
| S. Donà        | ?        | ?       | ?           | ?          | ?            | ?            | ?            | ?            | ?        | ?      | ?           | ?          |
| M. A. José     | ?        | 2       | ?           | ?          | ?            | ?            | ?            | ?            | ?        | 2+     | ?           | ?          |
| F. Illiano     | ?        | ?       | ?           | ?          | ?            | ?            | ?            | ?            | ?        | ?      | ?           | ?          |
| C. Magnani     | ?        | -?      | ?           | ?          | ?            | ?            | ?            | ?            | ?        | 0+     | ?           | ?          |
| M. Martinelli  | ?        | ?       | ?           | ?          | ?            | ?            | ?            | ?            | ?        | ?      | ?           | ?          |
| I. Mauro       | ?        | ?       | ?           | ?          | ?            | ?            | ?            | ?            | ?        | ?      | ?           | ?          |
| L. Minisini    | ?        | ?       | ?           | ?          | ?            | ?            | ?            | ?            | ?        | ?      | ?           | ?          |
| S. Piva        | ?        | 2       | ?           | ?          | ?            | ?            | ?            | ?            | ?        | 2+     | ?           | ?          |
| G. Simonato    | ?        | 1       | ?           | ?          | ?            | ?            | ?            | ?            | ?        | 1+     | ?           | ?          |
| D. Simeoni     | ?        | ?       | ?           | ?          | ?            | ?            | ?            | ?            | ?        | ?      | ?           | ?          |
| E. Stabile     | ?        | 1       | ?           | ?          | ?            | ?            | ?            | ?            | ?        | 1+     | ?           | ?          |
| ?. Stefanotti  | ?        | -?      | ?           | ?          | ?            | ?            | ?            | ?            | ?        | 0+     | ?           | ?          |
| S. Tagliacarne | ?        | 12      | ?           | ?          | ?            | ?            | ?            | ?            | ?        | 12+    | ?           | ?          |
| L. Tommasella  | ?        | ?       | ?           | ?          | ?            | ?            | ?            | ?            | ?        | ?      | ?           | ?          |